# New Philadelphia (Pennsylvania)
New Philadelphia è un comune (borough) degli Stati Uniti d'America, situato nello stato della Pennsylvania, nella contea di Schuylkill.